# كارليس بوش
كارليس بوش (بالألمانية: Carles Bosch) (و. 1952  م) هو صحفي، ومخرج أفلام، وكاتب سيناريو إسباني، ولد في برشلونة.

## التعليم
تعلم في جامعة برشلونة
.

## جوائز
حصل على جوائز منها:
- نيشان الفنون والآداب من رتبة قائد (17 يناير 2013)[2]
- جائزة المنافسة العامة  [لغات أخرى]‏ (1946)

## وصلات خارجية
- كارليس بوش على موقع IMDb (الإنجليزية)
- كارليس بوش على موقع قاعدة بيانات الفيلم (الإنجليزية)

- كارليس بوش في قاعدة بيانات الأفلام على الإنترنت